# Glicina N-metiltransferasi
La glicina N-metiltransferasi è un enzima appartenente alla classe delle transferasi, che catalizza la seguente reazione:
S-adenosil-L-metionina + glicina ⇄ S-adenosil-L-omocisteina + sarcosina
Si ritiene che questo enzima giochi un ruolo importante nella regolazione del metabolismo del gruppo metilico nel fegato e nel pancreas, mediante la regolazione della rapporto tra la S-adenosil-L-metionina e la S-adenosil-L-omocisteina. L'enzima è inibito dal 5-metiltetraidrofolato pentaglutammato. La sarcosina, che non ha un ruolo fisiologico, è riconvertita in glicina dall'azione della sarcosina deidrogenasi (numero EC 1.5.99.1).